# Steatoda aethiopica
Steatoda aethiopica är en spindelart som först beskrevs av Simon 1909.  Steatoda aethiopica ingår i släktet vaxspindlar, och familjen klotspindlar. Inga underarter finns listade i Catalogue of Life.